# Nauclea orientalis
Nauclea orientalis (L.) L. è un albero della famiglia delle Rubiaceae.

## Descrizione

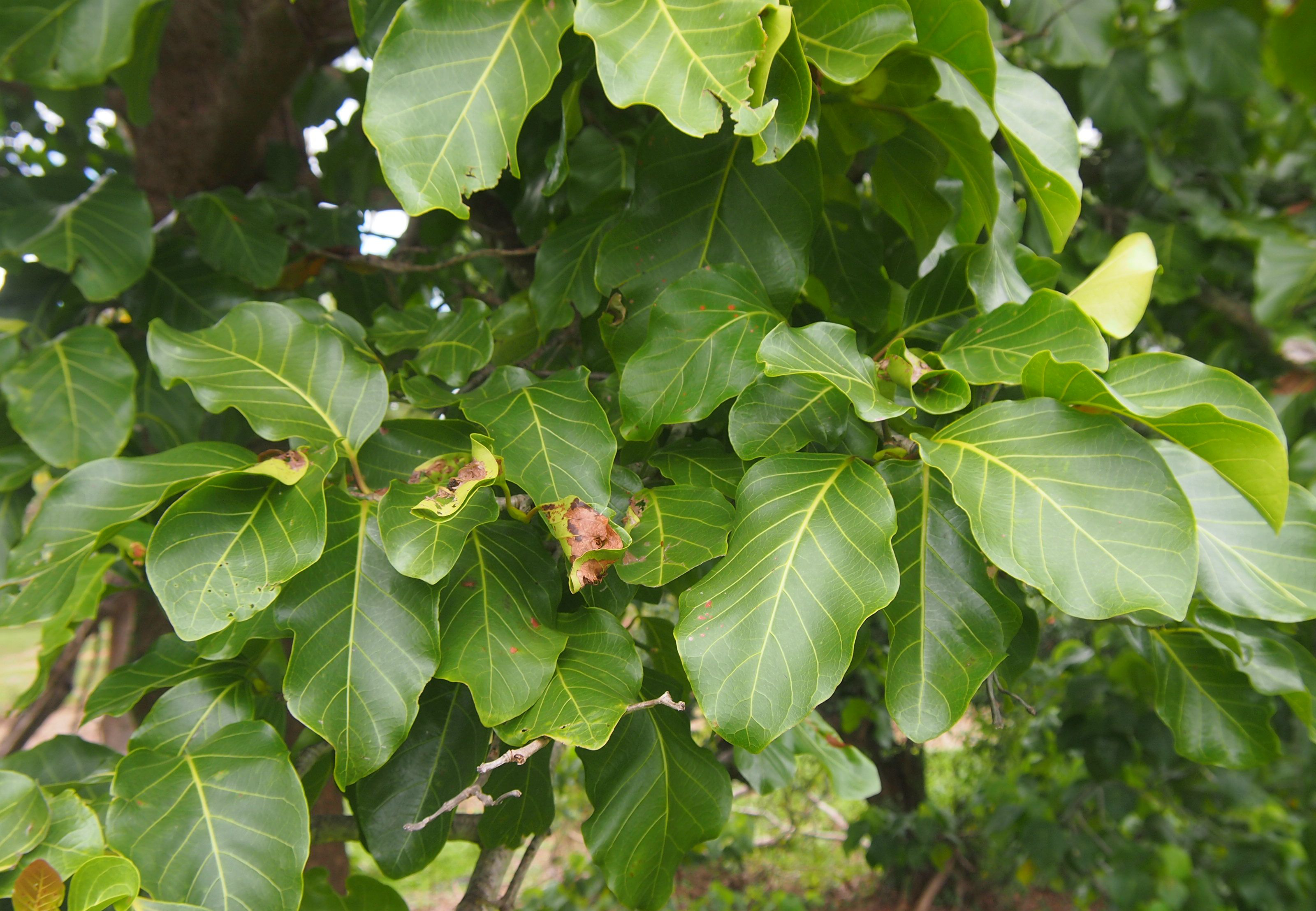
Foglie
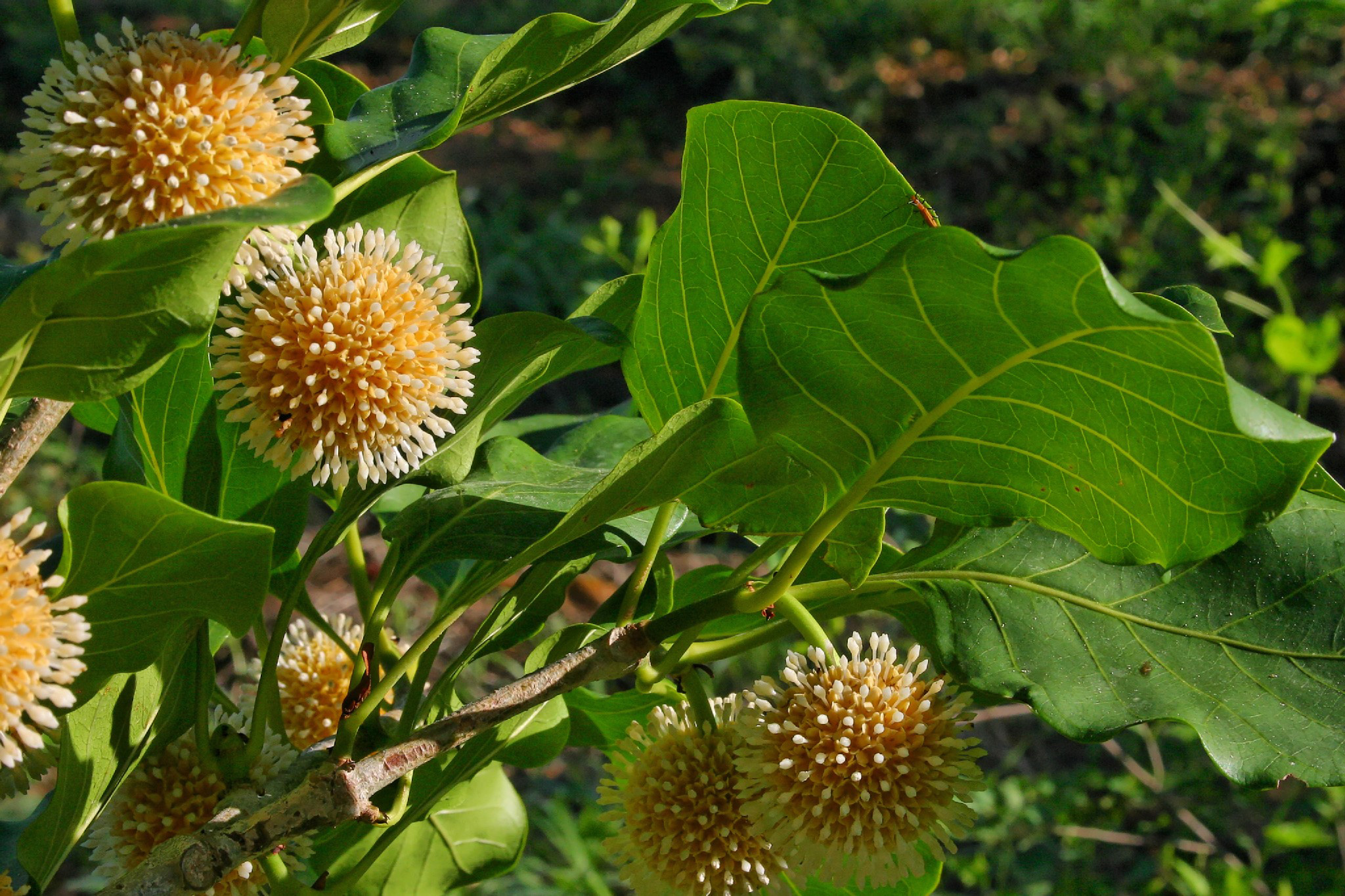
Infiorescenza
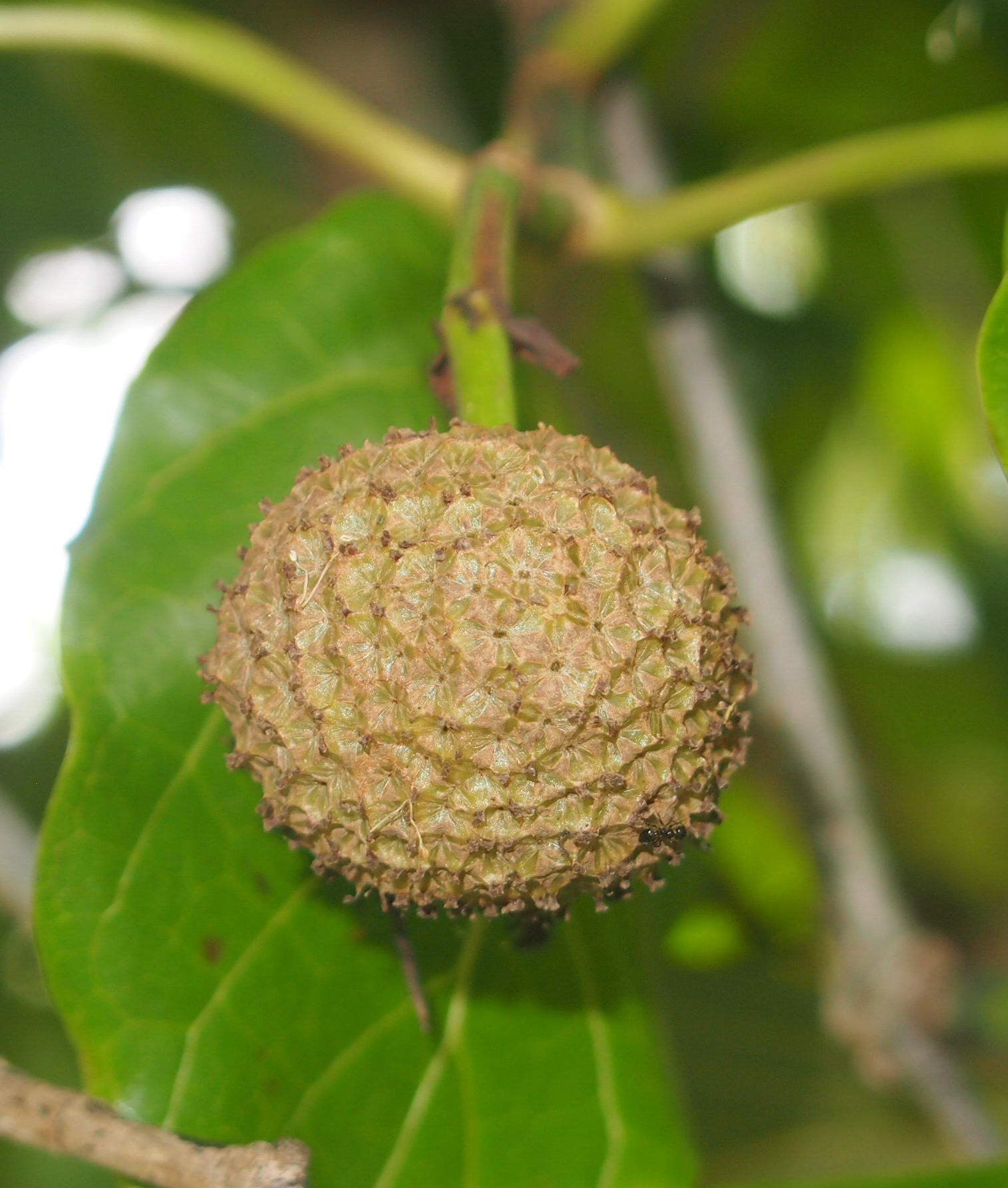
Frutto

## Distribuzione e habitat
L'areale della specie si estende dal sudest asiatico alle Filippine, alla Nuova Guinea e all'Australia settentrionale.